# Martina Löw

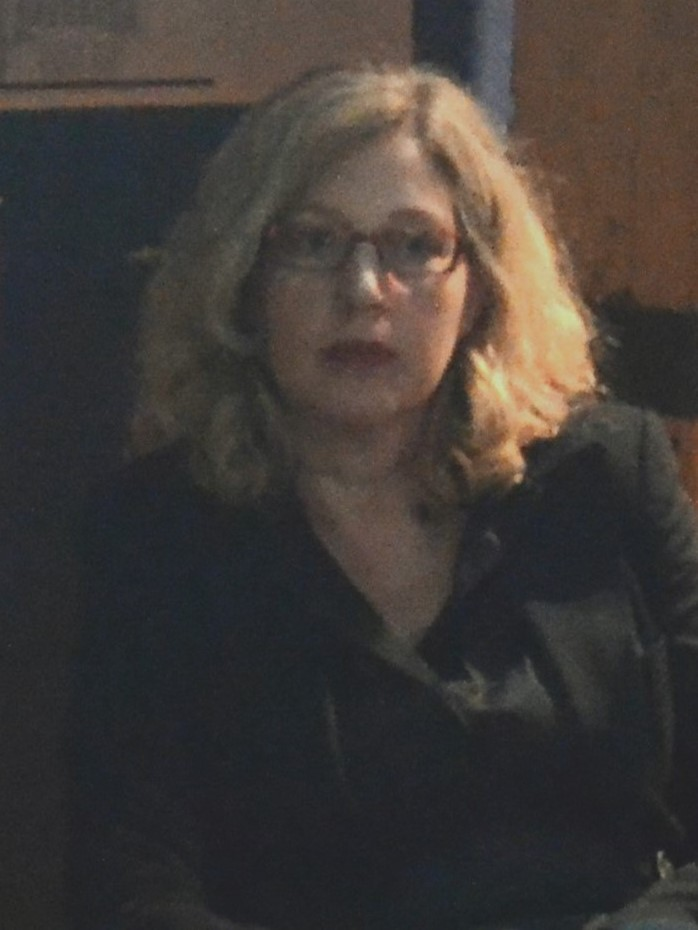
Martina Löw, 2011

Martina Löw (* 9. Januar 1965 in Würzburg) ist eine deutsche Soziologin.

## Leben
Martina Löw wurde 1993 an der Goethe-Universität Frankfurt am Main bei Marianne Rodenstein mit der Arbeit Raum ergreifen. Alleinwohnende Frauen zwischen Arbeit, sozialen Beziehungen und der Kultur des Selbst promoviert. Die Habilitation erfolgte im Jahr 2000 im Fachbereich Geschichte, Philosophie und Sozialwissenschaften der Martin-Luther-Universität Halle-Wittenberg. Für ihr bisheriges Werk, insbesondere für ihre Habilitationsschrift zur Raumsoziologie, erhielt sie den Christian-Wolff-Preis.
Von Januar 2002 bis Juli 2013 war sie Professorin für Soziologie an der TU Darmstadt mit den Arbeitsschwerpunkten raumbezogene Gesellschaftsanalyse, Stadt- und Regionalsoziologie sowie Frauen- und Geschlechterforschung. Seither ist sie an der TU Berlin Professorin für Architektur- und Planungssoziologie. Sie ist Sprecherin des Sonderforschungsbereiches 1265: Re-Figuration von Räumen. Im Januar 2023 wurde sie von der Rankingwebsite Academic Influential auf Rang 3 von deren Liste „Influential Women in Sociology From the Last 10 Years“ gesetzt.
Von 2011 bis zum März 2013 war sie Vorsitzende der Deutschen Gesellschaft für Soziologie. Seit 2021 ist sie Herausgeberin des Berliner Journals für Soziologie. Für 2025 wurde Löw der Schader-Preis zugesprochen.

## Werk
Im Jahr 2001 veröffentlichte Löw ein Werk zur Soziologie des Raums mit dem Titel „Raumsoziologie“. In dem mittlerweile in zahlreiche Sprachen übersetzten Buch legt sie dar, wie Räume gesellschaftlich hergestellt werden und alltägliches Leben langfristig strukturieren. Löw versteht Raum als eine relationale Anordnung sozialer Güter und Lebewesen, welche durch die Syntheseleistung und das Platzieren dieser Elemente hervorgebracht wird. Ein solcher prozessualer Raumbegriff kontrastiert die zuvor in der Soziologie vorherrschende Auffassung, der zufolge Raum als starrer Hintergrund sozialer Prozesse verstanden werden könne.
Im Bereich der Stadtforschung ist Löw für Entwicklung eines Forschungsansatzes zur Analyse städtischer Eigenlogiken bekannt. Das Konzept „Eigenlogik“ einer Stadt bezeichnet ein komplexes Ensemble an Wissensbeständen und Ausdrucksformen, die in einem strukturellen Zusammenhang stehen, auf regelgeleiteten, routinisierten und über Ressourcen stabilisierten Handlungsformen basieren und Städte zu Sinnprovinzen verdichten.
Von 2008 bis 2013 war Löw Sprecherin des vom Hessischen Ministerium für Wirtschaft und Kunst im Rahmen der Landes-Offensive zur Entwicklung Wissenschaftlich-ökonomischer Exzellenz (LOEWE) geförderten Schwerpunkts „Eigenlogik der Städte“, einem Kooperationsprojekt der Technischen Universität Darmstadt und der Hochschule Darmstadt. Der Forschungsverbund untersuchte die grundlegenden Strukturen zahlreicher Städte sowie Relationen und Ähnlichkeiten zwischen den Städten. Zentrales methodisches Instrument war dabei der Städtevergleich.
Der Eigenlogik-Ansatz unterscheidet sich entscheidend von anderen Sichtweisen innerhalb der Stadtforschung, die zwar in der Stadt forschen, die Stadt als solche jedoch als gegebene, nicht weiter zu untersuchende Größe betrachten. Mit dem Forschungsansatz zur Eigenlogik der Städte wird dagegen die Stadt selbst zum Untersuchungsgegenstand gemacht.
Seit 2018 ist Martina Löw Sprecherin des DFG-Sonderforschungsbereichs 1265 „Re-Figuration von Räumen“. Dessen Arbeitsschwerpunkt ist die grundlegende, globale Neu-Ordnung von Räumen in den letzten Jahrzehnten, die Löw als Re-Figuration theoretisch herleitet. Eine Hauptthese der Autorin ist es, dass heute neben der Raumfigur des Territorialraums weitere Raumfiguren handlungsleitend sind. Diese Pluralisierung häufig konflikthaft zueinanderstehender Raumfiguren hat weitreichende Folgen für gesellschaftliches Zusammenleben und führt individuell häufig zu Gefühlen von Überforderung. Gemeinsam mit Jörg Stollmann leitet Löw derzeit im Rahmen des SFB 1265 ein Forschungsprojekt zum Thema „Smart People: Queere Alltagshandlungen in digitalisierten Lebensräumen“.

## Veröffentlichungen (Auswahl)
- Raum ergreifen. Alleinwohnende Frauen zwischen Arbeit, sozialen Beziehungen und der Kultur des Selbst. Kleine, Bielefeld 1993.
- Raumsoziologie. (= Suhrkamp Taschenbuch Wissenschaft). Frankfurt am Main 2001, ISBN 3-518-29106-8.
- Einführung in die Soziologie der Bildung und Erziehung. Leske + Budrich/UTB für Wissenschaft, Opladen 2006, ISBN 3-8252-8243-0.
- Die Eigenlogik der Städte. Neue Wege für die Stadtforschung. (= Interdisziplinäre Stadtforschung) [mit Helmuth Berking]. Campus, Frankfurt am Main 2008, ISBN 978-3-593-38725-3.
- Prostitution. Herstellungsweisen einer anderen Welt [mit Renate Ruhne]. Edition Suhrkamp, Frankfurt am Main 2011, ISBN 978-3-518-12632-5.
- The Sociology of Space – Materiality, Social Structures and Action. Cultural Sociology, Palgrave Macmillan, New York 2016, ISBN 978-1-137-48771-1.
- Spatial Sociology: Relational Space After the Turn [mit Martin Fuller (Hg.)]. Current Sociology Monographs, 65(4),(2017).
- Vom Raum aus die Stadt denken: Grundlagen einer raumtheoretischen Stadtsoziologie. Transkript, Bielefeld 2018, ISBN 978-3-8376-4250-6.
- Am Ende der Globalisierung. Über die Refiguration von Räumen [mit Volkan Sayman, Jona Schwerer, Hanna  Wolf (Hg.)]. Transkript, Bielefeld 2021, ISBN 978-3-8376-5402-8.
- Kultursoziologische Stadtforschung. Grundlagen, Analysen, Perspektiven [mit Ignacio Farías, Thomas Schmidt-Lux, Silke Steets]. Campus, Frankfurt 2023, ISBN 978-3-593-51586-1.